# Sint-Bernadettekerk (Abdissenbosch)
De Sint-Bernadettekerk is een kerkgebouw in Abdissenbosch in de gemeente Landgraaf in de Nederlandse provincie Limburg. De kerk staat aan de Reeweg en de Bernadettelaan aan de noordkant van Abdissenbosch.
De kerk is gewijd aan Sint-Bernadette.

## Geschiedenis
In 1935-1936 werd de kerk gebouwd naar het ontwerp van architect Frits Peutz, geïnspireerd door neogotische dorpskerken. Het gebouw was op 29 mei 2022 voor het laatst in gebruik als katholieke kerk en is aansluitend verbouwd tot woningcomplex.

## Opbouw
Het kerkgebouw is opgetrokken in traditionalistische stijl en bestaat uit een half ingebouwde vierkante westtoren met ingesnoerde torenspits, een eenbeukig schip met zeven traveeën (waarvan een voor de toren) en een driezijdig gesloten koor. De kerk heeft een lage zware toren en de kerk wordt gedekt door een zadeldak. De kerk heeft een plint van Kunradersteen met erboven baksteen en het interieur in mergel. De traveeën hebben rondboogvensters en worden van elkaar gescheiden door steunberen met lezenaarsdaken. De bijbehorende pastorie heeft echter vierkante ramen.